# Izumi Miyata
Izumi Miyata (født 28. april 2001) er en japansk fodboldspiller.
Han har spillet for flere forskellige klubber i sin karriere, herunder FC Tokyo.